# María Vargas Montoya
María Vargas Montoya (Haro,1971) es una ingeniera agrónoma y enóloga española, directora técnica de la Bodega Marqués de Murrieta y mejor enóloga del mundo en 2021.

## Biografía
Estudió Ingeniería Agrónoma, especializándose en Enología. Posteriormente realizó un máster en Enología y Viticultura en la Universidad de La Rioja.
Tras realizar sus prácticas formativas en la bodega Murrieta, se incorporó a la misma en 1995. En aquellos inicios se sentía inexperta. Cuando aún no tenía 30 años, fue nombrada directora técnica de la bodega.  En 2022 mantenía el cargo de directora técnica de esta bodega de la Rioja y también el de directora técnica de la  bodega de Pazo de Barrantes, en Rías Bajas.

## Premios y reconocimientos
- 2022. Premio Mujer La Rioja.[2]
- 2021. Mejor enóloga del mundo en los Women in Wine&Spirits Awards 2021.[4]
- 2020. Mejor enóloga del año por el prescriptor en vinos británico Tim Atkin.[7][3]
- 2018.  Premio `Jarrerismo´ que concede RADIO HARO.[8][9]
- 2017. Premio a las Ciencias del Centro Riojano de Madrid.[10]